# Suthep Thaugsuban
Suthep Thaugsuban (7 luglio 1949) è un politico e attivista thailandese. Fino al 2011 è stato segretario generale del Partito Democratico e vice primo ministro del governo guidato da Abhisit Vejjajiva. Nel 2013-2014 ha guidato le proteste anti-governative che hanno portato al colpo di stato militare del maggio 2014.
Di tendenze conservatrici e monarchiche, si professa difensore dei diritti dei coltivatori di alberi della gomma della sua regione, la Thailandia del Sud, e del ceto medio di Bangkok in contrapposizione alle politiche populistiche dell'ex primo ministro Thaksin Shinawatra e dei suoi alleati, mirate a coinvolgere le masse rurali della Thailandia del Nord e del Nordest nella lotta contro la classe dirigente di Bangkok.

## Biografia
Nacque nel sub-distretto di Tha Sathon, distretto di Phunphin, in provincia di Surat Thani nella Thailandia del Sud. Il padre era a capo dell'amministrazione del sub-distretto e la famiglia era proprietaria di piantagioni di palma da olio e di allevamenti di gamberi. Dopo essersi laureato in scienze politiche all'Università di Chiang Mai, Suthep ottenne il master's degree alla Middle Tennessee State University nel 1975. A 26 anni succedette al padre nella carica di capo del sub-distretto di Tha Sathon.

### Incarichi istituzionali e di partito
Fu eletto deputato nel 1979 in rappresentanza del Partito Democratico e della provincia di Surat Thani, una roccaforte del partito, e rieletto nelle elezioni successive. Tra il 1986 e il 1988 fu vice ministro dell'Agricoltura nel governo del generale Prem Tinsulanonda ed ebbe la stessa carica tra il 1992 e il 1994 nel primo governo di Chuan Leekpai. Diede le dimissioni quando si scoprì che con la sua riforma sulla distribuzione dei terreni, nata per favorire gli strati poveri del popolo, molti lotti di terreno furono assegnati anche a famiglie ricche. Lo scandalo che ne seguì portò Leekpai a sciogliere il Parlamento nel 1995.
Nel secondo governo di Leekpai fu ministro dei Trasporti e delle Telecomunicazioni tra il 1997 e il 2001. Verso la fine del mandato, Suthep diede il via a un progetto teso a rompere il duopolio esistente sulla telefonia satellitare e uno dei due proprietari era il magnate delle telecomunicazioni Thaksin Shinawatra. Pochi giorni dopo vi furono le nuove elezioni e furono vinte dal partito Thai Rak Thai (TRT) dello stesso Thaksin, che come primo provvedimento fece annullare il progetto di Suthep. La politica populista di TRT in favore delle masse meno abbienti lese gli interessi della classe dirigente di Bangkok e dei militari; l'opposizione fu messa ai margini del dibattito parlamentare, alleati di Thaksin furono inseriti in posti di comando nevralgici della polizia, dell'esercito, della commissione elettorale e della Corte costituzionale. Si creò una frattura tra la nuova e la vecchia classe politica, che avrebbe generato un drammatico conflitto ultradecennale anche tra la popolazione.
Nel 2005 Suthep fu scelto come segretario generale del Partito Democratico, che era all'opposizione, dal nuovo leader del partito Abhisit Vejjajiva. Alla fine del 2005 uno scandalo coinvolse la famiglia Shinawatra e si scatenò un'ondata di proteste anti-Thaksin monopolizzate dalle Camicie gialle della neonata Alleanza Popolare per la Democrazia, movimento appoggiato da monarchico-conservatori e militari. Il governo non riuscì a controllare le proteste e furono indette nuove elezioni per l'aprile 2006 alle quali non si presentarono le opposizioni. I risultati furono quindi dichiarati invalidi dalla Corte suprema. Quello stesso mese Thaksin fu deposto da un colpo di Stato incruento, fu sospesa la Costituzione, annullate le imminenti elezioni e dissolto il Parlamento. La giunta militare che organizzò il golpe affidò il governo al generale in pensione Surayud Chulanont. Il potere dell'esecutivo e quello del nuovo Parlamento fu limitato e sottoposto alle decisioni della giunta militare.

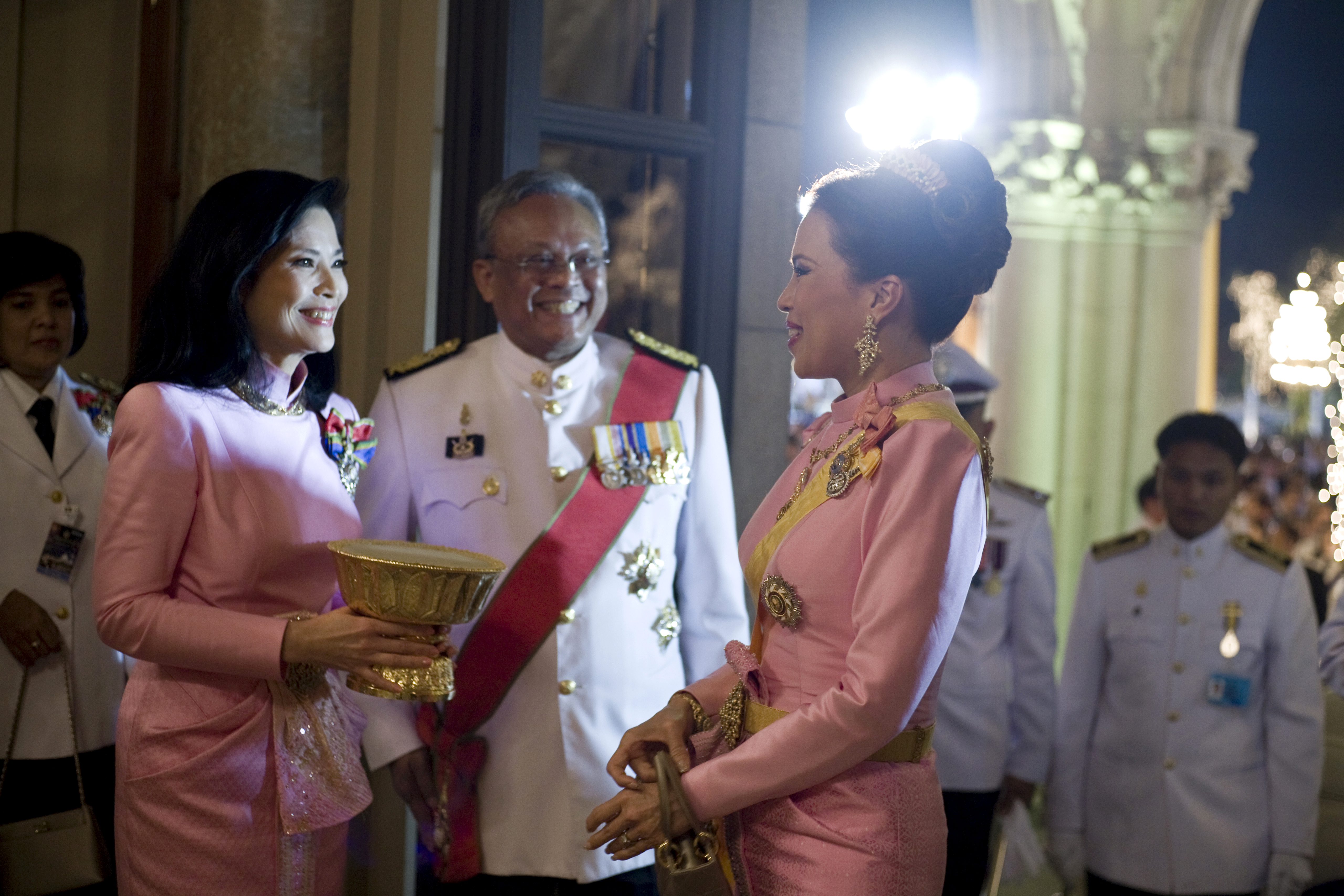
Bangkok, 2009. Suthep e la moglie, a sinistra, con la principessa Ubolratana Rajakanya, figlia di re Rama IX

Furono fissate per il dicembre 2007 le nuove elezioni generali, che videro prevalere il Partito del Potere Popolare (PPP), fondato da ex-componenti del disciolto partito Thai Rak Thai di Thaksin Shinawatra. Primo ministro fu nominato Samak Sundaravej, destituito dopo qualche mese dalla Corte Costituzionale per conflitto d'interessi. Il suo posto fu preso da un altro membro del PPP, Somchai Wongsawat, cognato di Thaksin, a sua volta deposto dalla Corte Costituzionale con l'accusa di brogli elettorali commessi dal PPP alle ultime consultazioni. Il partito fu disciolto e i suoi membri inibiti a ricoprire cariche pubbliche per 5 anni. La legislatura con il governo del PPP ebbe fine a causa della crisi politica in Thailandia del 2008 generata dalle crescenti proteste delle Camicie gialle, che arrivarono ad occupare il Parlamento e l'aeroporto Suvarnabhumi, il principale scalo del Paese.
Molti dei deputati della coalizione di governo furono convinti a confluire nel Partito Democratico e primo ministro fu nominato Abhisit, che assegnò a Suthep l'incarico di vice primo ministro con il compito di supervisore della Sicurezza nazionale. Fu Suthep a ordinare l'intervento delle forze dell'ordine per reprimere le manifestazioni delle Camicie rosse del Fronte Unito per la Democrazia contro la Dittatura (FUDD), gli attivisti più accesi schieratisi con gli Shinawatra per ottenere nuove elezioni e il ritorno alla democrazia. Il bilancio finale degli scontri che seguirono fu di 90 morti e 2 000 feriti, la maggior parte dei quali erano dimostranti. Alle elezioni politiche del 2011, il Partito Democratico fu sconfitto e capo del governo divenne Yingluck Shinawatra, sorella di Thaksin. Questi eventi portarono Suthep a rassegnare le dimissioni da segretario generale del partito ma, essendo stato rieletto, mantenne il seggio di deputato.

### Attivismo politico
Il governo di Yingluck fu caratterizzato da crescenti proteste dell'opposizione conservatrice e monarchica che le addossarono la responsabilità di difendere gli interessi del fratello Thaksin, esiliato e con diversi capi d'imputazione a suo carico dopo il colpo di Stato del 2006. Le Camicie gialle avevano perso l'ascendente sul popolo conservatore e nel 2013 Suthep rinunciò alla carica di parlamentare per porsi a capo delle proteste fondando il Comitato Popolare di Riforma Democratica (CPRD), un gruppo di pressione politica per ribaltare il governo. Dalla fine di ottobre guidò le imponenti dimostrazioni dei conservatori che bloccarono diverse zone nevralgiche della capitale, occuparono diversi ministeri e che diedero inizio a un periodo di violenti scontri con i sostenitori di Thaksin e di attentati reciproci. Le proteste determinarono la caduta dell'esecutivo di Yingluck, che dissolse il Parlamento in dicembre e continuò a governare ad interim in attesa delle nuove elezioni fissate per il febbraio 2014.

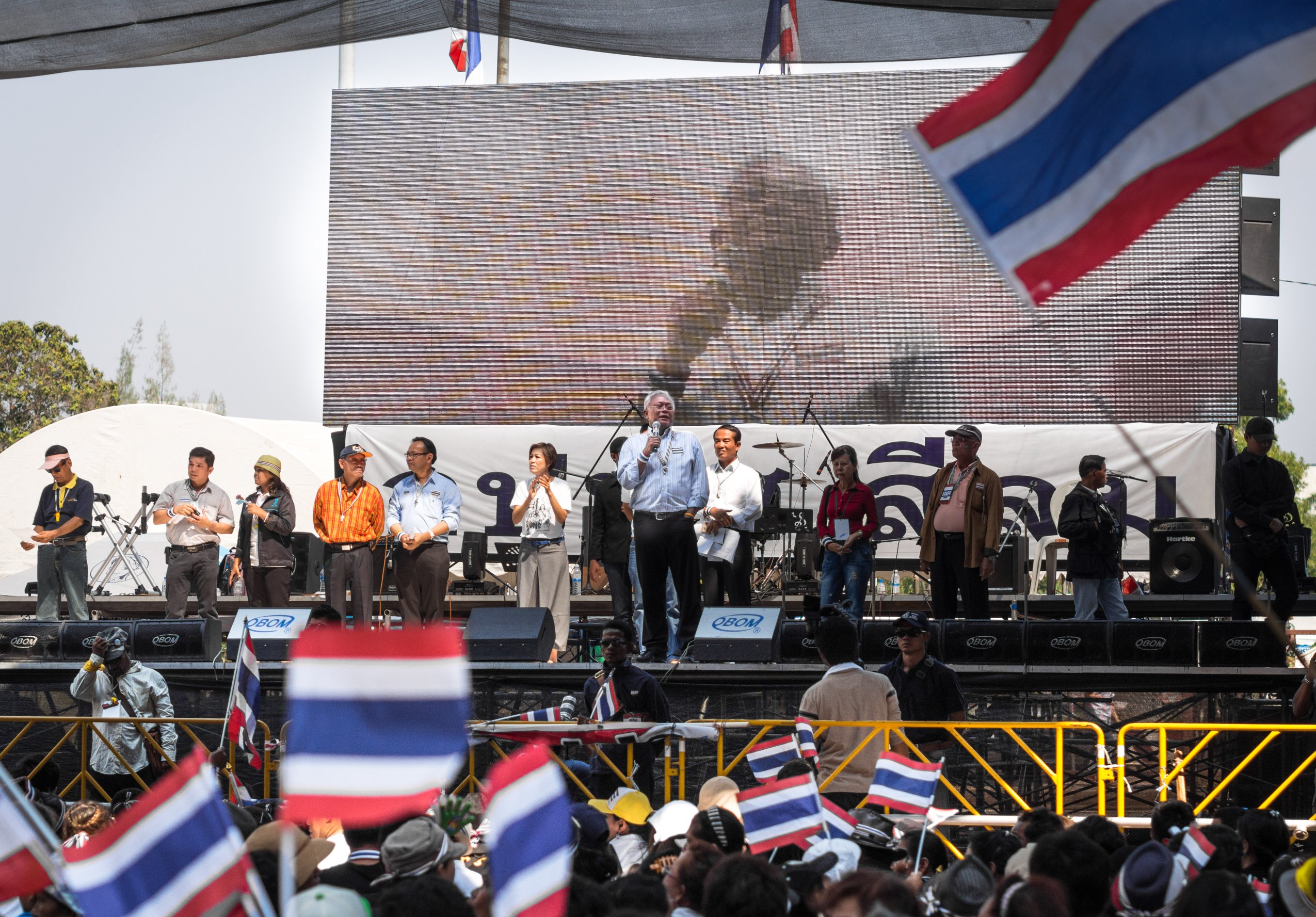
Suthep parla ai dimostranti a Bangkok nel febbraio 2014

Le elezioni vennero boicottate dall'opposizione che presidiò i seggi elettorali per impedire di votare. I dimostranti guidati da Suthep chiesero che alla famiglia Shinawatra fosse preclusa la possibilità di controllare il governo, con una legge elettorale senza la quale quasi sicuramente i partiti vicini agli Shinawatra avrebbero vinto, come era avvenuto in tutte le consultazioni a partire da quella del 2001. Le manifestazioni del CPRD continuarono e, dopo sette mesi di dure proteste, nel maggio del 2014 Yingluck fu destituita con una sentenza della Corte Costituzionale, come era successo ai suoi predecessori Samak Sundaravej e Somchai Wongsawat nel 2008, che la riconobbe colpevole di "abuso del potere politico a fini personali". Con tale sentenza furono destituiti anche tutti gli altri ministri in carica quando successe il fatto. Il nuovo esecutivo provvisorio venne formato con altri politici della coalizione che era al governo, non implicati nella rimozione dell'ufficiale nel 2011. Primo ministro ad interim divenne Niwatthamrong Boonsongpaisan, l'ex ministro del Commercio, incaricato di guidare il Paese verso nuove elezioni.
La destituzione di Yingluck creò preoccupazione per le eventuali ritorsioni ad opera delle camicie rosse del FUDD, gli attivisti più accesi schieratisi con gli Shinawatra. I dimostranti del CPRD proseguirono le proteste chiedendo al Senato di proclamare un nuovo governo che preparasse una nuova legge elettorale. Anche le camicie rosse si riunirono in massa nei pressi della capitale in supporto del governo e si temette che la vicinanza tra i due schieramenti potesse portare a una guerra civile.
Con l'acutizzarsi della tensione, il 20 maggio 2014 i militari del neonato Consiglio nazionale per la pace e per l'ordine, capeggiato dal comandante in capo dell'esercito Prayuth Chan-ocha, proclamarono la legge marziale ed il 22 successivo effettuarono un colpo di Stato, il dodicesimo da quando è stata concessa la Costituzione nel 1932. Il governo ad interim fu sciolto, la Costituzione (imposta nel 2007 dall'esercito) venne soppressa, entrò in vigore il coprifuoco sul territorio nazionale dalle 22 alle 5 e i dimostranti di entrambi gli schieramenti furono dispersi. I provvedimenti vennero presi dopo che, a partire dall'inizio delle proteste in novembre, 28 persone avevano perso la vita e 700 erano state ferite in scontri e attentati collegati alle proteste. I dimostranti del CPRD accolsero con gioia i militari che vennero a sciogliere le loro manifestazioni.
Nei giorni che seguirono il colpo di Stato, Suthep fu posto agli arresti dalla giunta militare e rilasciato dopo quattro giorni. Un mese dopo rivelò che dal 2010 stava complottando con il generale Prayuth Chan-ocha, a quel tempo vice-comandante in capo dell'esercito, per allontanare dal governo l'influenza di Thaksin e dei suoi alleati, una circostanza negata dalla giunta che definì falsa l'affermazione di Suthep. Qualche giorno dopo Suthep annunciò il ritiro dalla politica, si ritirò in un monastero buddhista nella zona dove nacque e si diede alla vita monastica dal luglio 2014 al luglio 2015. Uscito dal monastero tornò invece alla vita politica diventando il leader della Fondazione Popolare per la Riforma Democratica, movimento finanziato dall'élite thailandese che diede pieno appoggio al referendum costituzionale del 2016 imposto dalla giunta militare. Fu quindi approvata la nuova Costituzione, che aumentò il potere politico dei militari in Parlamento, ridusse l'importanza dei partiti e diede maggiori poteri alla Corte costituzionale di influire sulle vicende politiche.
Nel maggio del 2018 fu coinvolto nella formazione del partito Unione per la Nazione Thai, dichiarando però che ne sarebbe stato solo un consulente; a capo del partito furono posti il suo fratello minore Thani Thaugsuban e l'avvocato Taweesak Na Takuathung. Scopo del partito era di formare una coalizione per appoggiare la candidatura a primo ministro di Prayuth Chan-ocha. Alle elezioni del marzo 2019, Suthep non si candidò e il partito ottenne 5 dei 500 seggi.

## Scandali e procedimenti giudiziari
Lo scandalo relativo alla riforma sui terreni presentata quando Suthep era ministro dell'Agricoltura riguarda l'assegnazione di lotti di terreno ad agricoltori poveri di Phuket. Il fatto che tra gli assegnatari vi fossero invece anche 11 famiglie benestanti dell'isola fu il motivo per cui fu proposta una mozione di sfiducia al governo, accusato di concedere vantaggi illeciti alle grandi famiglie del sud che supportano i democratici. Suthep si dichiarò innocente e un mese prima del dibattito sulla sfiducia incitò una folla di suoi elettori a Surat Thani a marciare in massa su Bangkok per difendere la sua reputazione. Lo scandalo provocò la caduta del governo nel maggio successivo e la netta sconfitta dei democratici nelle elezioni di luglio vinte da Nazione Thai.
Tra le rivelazioni contenute nel cablegate di Wikileaks vi furono quelle contenute in un documento dell'ambasciata statunitense secondo cui il Partito Democratico affidava a Suthep il "lavoro sporco". Lo stesso documento riportava che diversi membri del partito si lamentavano con l'ambasciata USA di come fosse corrotto e il suo comportamento contrario all'etica: "Mentre Abhisit appare pubblicamente come un etico intellettuale, Suthep gestisce nell'ombra gli affari del partito".

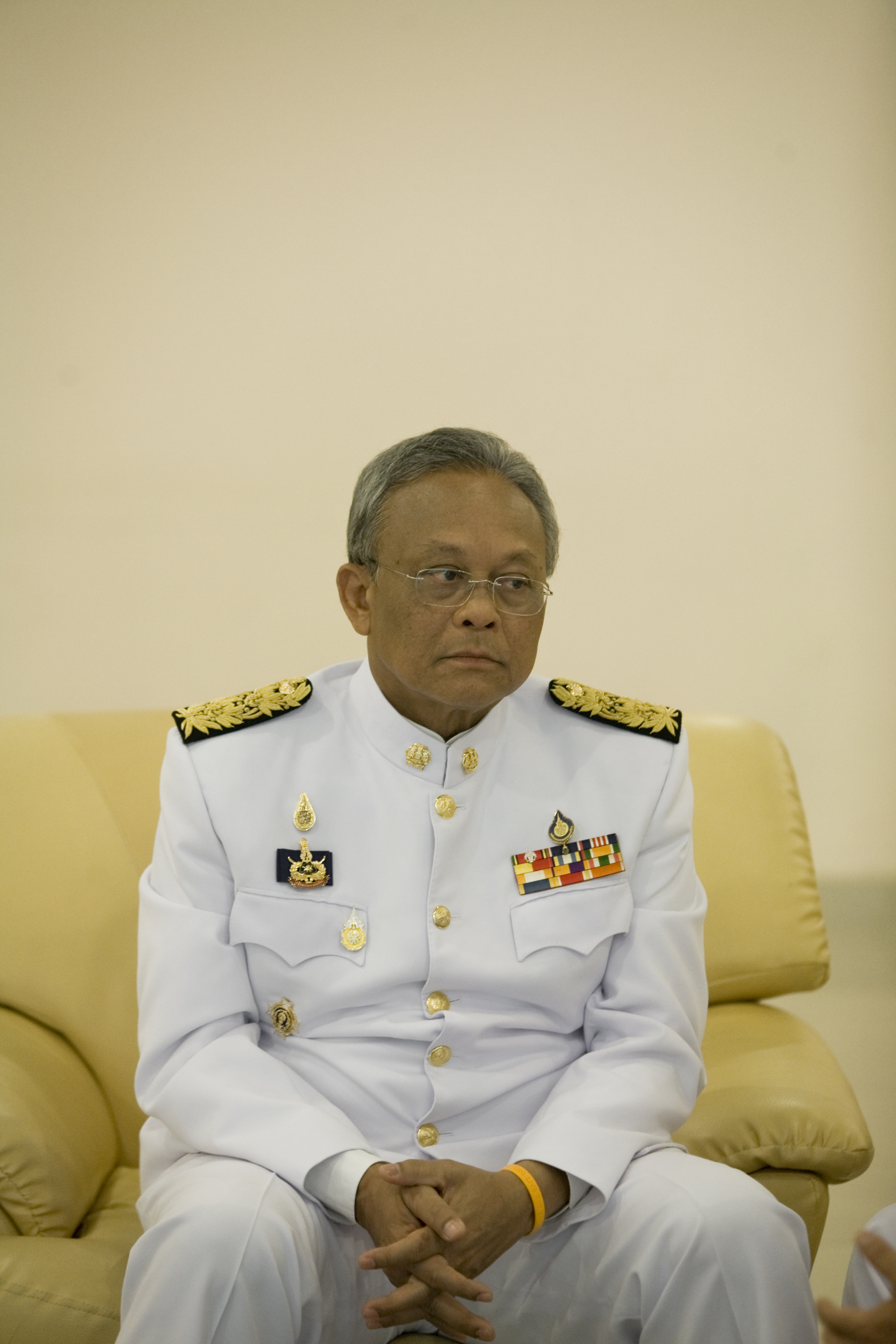
Agosto 2009, Suthep vice-primo ministro

Nel 2009, Suthep fu accusato di aver violato la Costituzione detenendo quote del capitale di un'azienda che aveva ottenuto concessioni governative, una cosa vietata ai parlamentari dalla Costituzione del 1997 che lo stesso Suthep aveva appoggiato. Nel luglio 2009 la Commissione elettorale annunciò che avrebbe inoltrato il caso alla Corte costituzionale per ottenere le sue dimissioni. Il giorno dopo Suthep annunciò di aver dato le dimissioni da parlamentare, pur dichiarando di non aver intrapreso alcuna attività illegale; continuò invece a mantenere la carica di vice-ministro, che gli sarebbe stata revocata se il caso fosse giunto alla Corte costituzionale.
Dopo che alcuni tribunali avevano accertato la responsabilità di Suthep e Abhisit per le morti e i ferimenti dei sostenitori di Thaksin da parte delle forze dell'ordine durante le manifestazioni della primavera 2010, nel 2014 fu aperto un procedimento alla Corte suprema contro i due con l'accusa di omicidio e tentato omicidio. Nel novembre 2017 la corte ha dismesso il processo sostenendo che il Dipartimento di investigazioni speciali della polizia, dal quale era stata formalizzata l'accusa, non aveva alcuna competenza al riguardo. Ha aggiunto che un processo poteva essere aperto dalla Commissione nazionale anti-corruzione presso una divisione specifica della corte che si occupa esclusivamente dei personaggi con cariche politiche. Il pronunciamento provocò l'indignazione degli ambienti legati alla famiglia Shinawatra per la lentezza e l'esito del procedimento mentre si chiudevano in fretta e con pesanti condanne i casi in cui gli imputati erano sostenitori della famiglia.
Nel 2012 un'inchiesta accertò che durante quegli stessi scontri del 2010, il fotoreporter italiano Fabio Polenghi era stato ucciso dai militari e non dai manifestanti, come aveva sostenuto Suthep. Nel marzo 2013, una corte criminale di Bangkok riconobbe ufficialmente la fondatezza delle prove emerse nell'inchiesta e addossò la responsabilità dell'omicidio ai militari.